# Russ Titelman
Russ Titelman (* 16. srpna 1944, Los Angeles) je americký hudební producent a kytarista. V sedmdesátých a osmdesátých letech produkoval několik alb zpěváka a klavíristy Randyho Newmana. Byl oceněn třemi cenami Grammy, poprvé za píseň „Higher Love“ od Stevea Winwooda (1986) a alba Journeyman (1989) a Unplugged (1992) od Erica Claptona. Během své kariéry spolupracoval s mnoha dalšími hudebníky, mezi které patří například James Taylor, Cyndi Lauper, Ry Cooder, Rickie Lee Jones, Dion DiMucci nebo skupina Little Feat.